# Lucian Vasilache
Lucian Vasilache (Podu Turcului, 4 de dezembro de 1954) é um ex-handebolista profissional, duas vezes medalhista olímpico.

## Títulos
- Jogos Olímpicos:
  - Bronze: 1980